# Schotse sprong

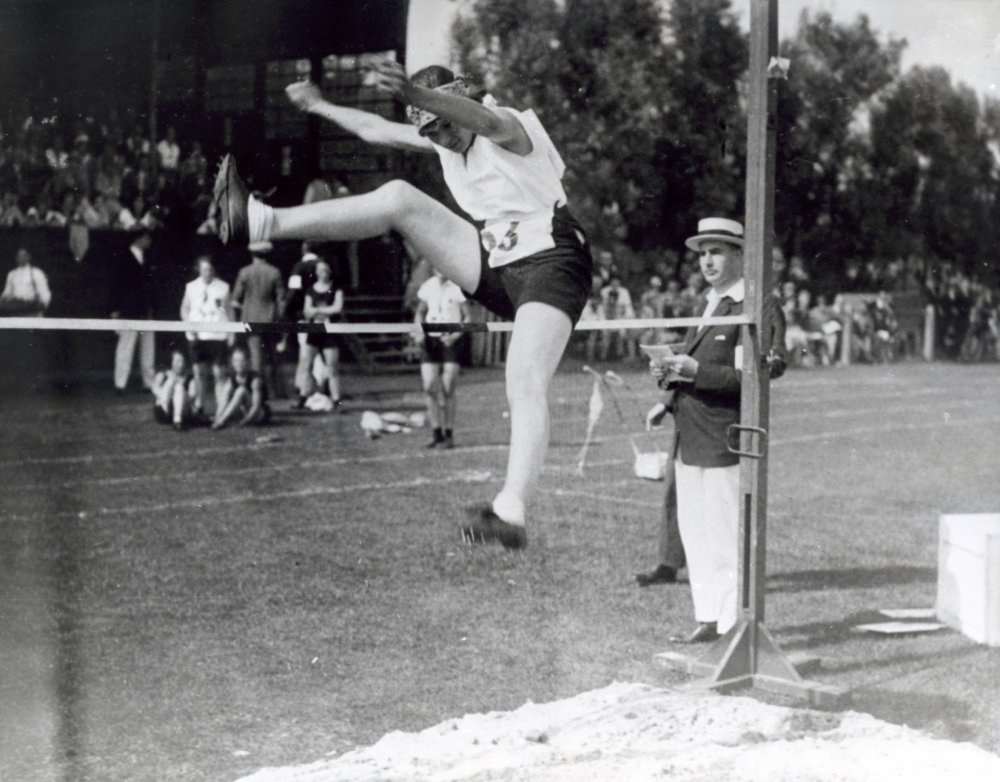
Lien Gisolf in 1929

De Schotse sprong is in de atletiek de eenvoudigste techniek bij het hoogspringen. De Engelse benaming voor deze techniek is scissor technique, maar in het Nederlands wordt met schaarsprong meestal een geavanceerder variant aangeduid, die in het Engels Eastern cut-off heet.
De techniek heet 'Schots' omdat het hoogspringen vaak een onderdeel was in Highland Games in de negentiende eeuw, waar men deze techniek gebruikte.
De Schotse sprong is voor velen de kennismaking met het hoogspringen. Er wordt tamelijk parallel aan de lat aangelopen, onder een hoek van 20 à 30 graden. Bij de afzet wordt het binnenste been gestrekt opgezwaaid waarna met het buitenste been wordt afgezet (bij hoogspringen dient altijd met één been te worden afgezet). Na de afzet zwaait het afzetbeen omhoog tot horizontaal, terwijl het andere been direct na de passage van de lat naar beneden zwaait.
Een biomechanisch nadeel van deze techniek is dat de romp tijdens de latpassage min of meer verticaal blijft. Dat betekent dat het zwaartepunt van de springer tamelijk hoog over de lat gaat en springers hadden al gauw in de gaten dat ze met een voorover of achterover hellende romp hoger konden springen bij gelijkblijvende afzetkracht. De meest achterover hellende houding wordt in goed Nederlands Schotse sprong met lay-out genoemd. Het voordeel van de Schotse sprong is dat iedereen de techniek zeer snel onder de knie heeft en dat er met weinig kans op blessures in een eenvoudige zandbak geland kan worden.

## Records
De Belgische Elise Vantruijen heeft in 1924 tweemaal met deze sprongtechniek het wereldrecord verbeterd (1,496 m en 1,51 m). Ook de Nederlandse Lien Gisolf gebruikte de Schotse sprong bij haar drie wereldrecords (1,583 m in 1928, een jaar later 1,608 m en 1,623 m in 1932). In 1928 won ze op de Olympische Spelen in Amsterdam zilver en in 1932 was ze in Los Angeles vierde. Ook de meer van het sprinten bekende Fanny Blankers-Koen was een zeer goed hoogspringster die deze techniek gebruikte. In 1943 bracht ze het wereldrecord op één dag van 1,66 m naar 1,67 m en direct via 1,69 m naar 1,71 m. Dat record heeft acht jaar standgehouden. In 1936 was ze gedeeld vijfde op de Olympische Spelen in Berlijn (ze was toen pas achttien jaar), terwijl ze bij haar beroemde goldrush in 1948 in Londen geen tijd had om aan het hoogspringen mee te doen, waar ze ook grote kans op goud zou hebben gehad.